# Inês de Brandemburgo
Inês de Brandemburgo (c. 1257 – 29 de setembro de 1304) (em dinamarquês Agnes af Brandenburg) foi uma rainha consorte da Dinamarca e princesa de Brandemburgo. Agnes era a quarta filha de cinco que o marquês João I de Brandemburgo teve com sua terceira esposa Judite da Saxônia, também chamada de Brígida.
Inês foi casada com o rei Érico V da Dinamarca, tendo sido mãe de sete filhos entre os quais os reis Érico VI da Dinamarca e Cristóvão II da Dinamarca e da rainha Marta da Dinamarca. Tornou-se viúva no ano de 1286 e casou-se em 1293 com o conde Gerardo II de Holsten-Plön, porém desta união não gerou herdeiros.